# Vicia costae
Vicia costae é uma espécie de planta com flor pertencente à família Fabaceae. 
A autoridade científica da espécie é A.Hansen, tendo sido publicada em Bocagiana 36: 27. 1974.

## Portugal
Trata-se de uma espécie presente no território português, nomeadamente no Arquipélago da Madeira.
Em termos de naturalidade é endémica da região atrás referida.

## Protecção
Não se encontra protegida por legislação portuguesa ou da Comunidade Europeia.